# Anatole krugeri
Anatole krugeri är en fjärilsart som beskrevs av Rudolf Bargmann 1930. Anatole krugeri ingår i släktet Anatole och familjen Riodinidae. Inga underarter finns listade i Catalogue of Life.